# Singapur na Letnich Igrzyskach Olimpijskich 1968
Singapur na Letnich Igrzyskach Olimpijskich 1968 nie zdobył żadnego medalu.

## Reprezentanci

### Lekkoatletyka
Mężczyźni
- Canagasabai Kunalan

100 metrów - odpadł w ćwierćfinałach
200 metrów - odpadł w eliminacjach

### Strzelectwo
Mężczyźni
- Loh Kok Heng

Pistolet szybkostrzelny 25 m - 46. miejsce
Pistolet 50 m - 66. miejsce

### Podnoszenie ciężarów
- Tung Chye Hong - waga kogucia - 12. miejsce
- Chua Phung Kim - waga piórkowa - nie ukończył